# Martin Eriksson (stavhoppare)
För andra betydelser, se Martin Eriksson.
Veronica Eriksson, född Martin Eriksson den 15 juni 1971, är en svensk före detta friidrottare (stavhopp). 
Eriksson tävlade för Hässelby SK och utsågs till Stor Grabb nummer 451 i friidrott år 2001.
I februari 2020 berättade Eriksson att han genomgått en juridisk könskorrigering, att hon nu ser sig som kvinna och har bytt förnamn till Veronica.

## Främsta meriter
Martin Eriksson hade det svenska rekordet i stavhopp 2000 till 2001. Han vann tre SM-tecken utomhus. Hans största internationella framgång var silvret på Inomhus-EM i Gent år 2000, på höjden 5.70.

## Idrottskarriär (stavhopp)
1997 vann Martin Eriksson SM i stav på 5,50. Han deltog vid VM i Aten där han kom nia i stavhoppsfinalen.
1998 vann han inomhus-SM på 5,43.
1999 vann han inomhus-SM för andra gången (på 5,35). Han tog även sitt andra SM-tecken utomhus detta år, nu på 5,58. Vid VM i Sevilla blev han utslagen i kvalet.
Under inomhussäsongen 2000 vann Eriksson SM för tredje gången, på 5,55. Han deltog även vid EM inomhus 2000 i Gent och kom där tvåa på 5,70. Utomhus detta år, den 18 mars i Pietersburg, förbättrade han Patrik Kristianssons svenska rekord i stavhopp från 5,77 till 5,80; han förlorade det dock åter till Kristiansson påföljande år. På sensommaren vann Eriksson sitt tredje SM-tecken i stavhopp, på 5,62. Vid OS i Sydney detta år blev han den 27 september utslagen i kvalet på 5,55.
Vid VM i Edmonton 2001 blev han tolva i finalen, på 5,50. Eriksson deltog också vid Inomhus-EM 2002 i Wien, men slogs ut i kvalet trots säsongsbästa 5,55.

## Efter idrottskarriären
Eriksson har efter sin idrottskarriär bland annat arbetat som IT-konsult och doktorerat i datateknik.
I februari 2020 berättade Eriksson om sin genomgångna hormonbehandling, ansiktskirurgi, juridiska könsbyte och namnbyte till Veronica.

## Personliga rekord
| Utomhus - 100 meter – 11,31 - 200 meter – 20,81 (Stockholm 8 juli 1996) - 400 meter – 51,3 - 800 meter – 2:04,91 - Höjdhopp – 2,03 (Kongens Lyngby, Danmark 8 juni 2002) - Stavhopp – 5,80 (Pietersburg, Sydafrika 18 mars 2000) - Längd – 6,46 - Tresteg – 15,32 (Stockholm 27 juli 2004) - Tresteg – 14,98 (Bedford, Storbritannien 10 juni 2007) - Tresteg – 15,65 (medvind) (Gavá, Spanien 30 juni 2007) - Kula – 10,96 - Spjut – 73,20 (Gävle 24 juli 2005) | Inomhus - Stavhopp – 5,72 (Glasgow, Storbritannien 5 mars 2000) - Tresteg – 16,02 (Stockholm 15 februari 2005) |